# 尚尔昌
尚尔昌（1932年—），男，满族，辽宁沈阳人，北京大学物理系毕业。中国声学家，曾任中国科学院声学研究所研究员、副所长。院士，博士生导师。著有水声学一书，中国科学出版社出版。八十年代移民美国水牛城。1987至2001年任教于科罗拉多大学博尔德分校。后于2003年返回中国科学院声学研究所任教。